# UTC+6
| Verde scuro | Fuso orario di Kaliningrad (UTC+2).    |
| Rosso       | Fuso orario di Mosca (UTC+3).          |
| Celeste     | Fuso orario di Samara (UTC+4).         |
| Giallo      | Fuso orario di Ekaterinburg (UTC+5).   |
| Ciano       | Fuso orario di Omsk (UTC+6).           |
| Pistacchio  | Fuso orario di Krasnojarsk (UTC+7).    |
| Viola       | Fuso orario di Irkutsk (UTC+8).        |
| Blu         | Fuso orario di Jakutsk (UTC+9).        |
| Verde       | Fuso orario di Vladivostok (UTC+10).   |
| Albicocca   | Fuso orario di Srednekolymsk (UTC+11). |
| Rosso scuro | Fuso orario della Kamčatka (UTC+12).   |

UTC+6 è un fuso orario, in anticipo di 6 ore sull'UTC.

## Zone
È utilizzato nei seguenti territori:
- Bangladesh
- Bhutan
- Kirghizistan
- Regno Unito:
  -  Territorio Britannico dell'Oceano Indiano
- Russia (Fuso orario di Omsk):
  - Circondario federale della Siberia:
    -  Oblast' di Omsk

## Geografia
In teoria UTC+6 concerne una zona del globo compresa tra 82,5° e 97,5° E l'ora inizialmente utilizzata corrispondeva all'ora solare media del 90º meridiano est (riferimento soppiantato dall'UTC nel 1972). Per ragioni pratiche, i paesi in questo fuso orario coprono un'area molto più estesa.

## Ora legale
Reciprocamente, le zone a UTC+5 che osservano l'ora legale si ritrovano in estate a UTC+6.

## Storia
Il Kirghizistan ha abolito l'ora legale il 12 agosto 2005 ed è allora passato da UTC+5 a UTC+6.